# Norihiro Yagi
Norihiro Yagi (八 木 教 広 Yagi Norihiro?, Nascido em 1968) é um escritor de mangá japonês e artista da Prefeitura de Okinawa. Ele começou a fazer mangá em 1990.
Norihiro Yagi é um artista de mangá de sucesso, tendo conquistado o 32º Prêmio Akatsuka por seu primeiro trabalho, Undeadman, que apareceu na Shonen Jump mensal e teve duas continuações. O primeiro mangá serializado de Yagi era sua comédia Angel Densetsu, que apareceu na Shonen Jump mensal entre de 1992 a 2000. Seu trabalho mais recente, Claymore, foi executado na revista desde 2001. Claymore foi finalizado com 155 capítulos. Viz Media está trabalhando em traduzi-lo na América do Norte, e lançaram até livro 18 (num total de 20 atualmente lançado no Japão).
Os passatempos preferidos de Yagi são ouvir música hard rock, jogar videojogos, dirigir, e praticar artes marciais. Duo japonês Yagi favorito comédia é Downtown.

## Publicações
- Undeadman – one-shot, 1990.
- Angel Densetsu – comedy, 15 volumes, 1992 - 2000.
- Claymore – Dark Fantasy, 27 volumes, 2001 - 2014.